# Encyrtus fuscus
Encyrtus fuscus är en stekelart som först beskrevs av Howard 1881.  Encyrtus fuscus ingår i släktet Encyrtus och familjen sköldlussteklar. Inga underarter finns listade i Catalogue of Life.